# Helge Lund

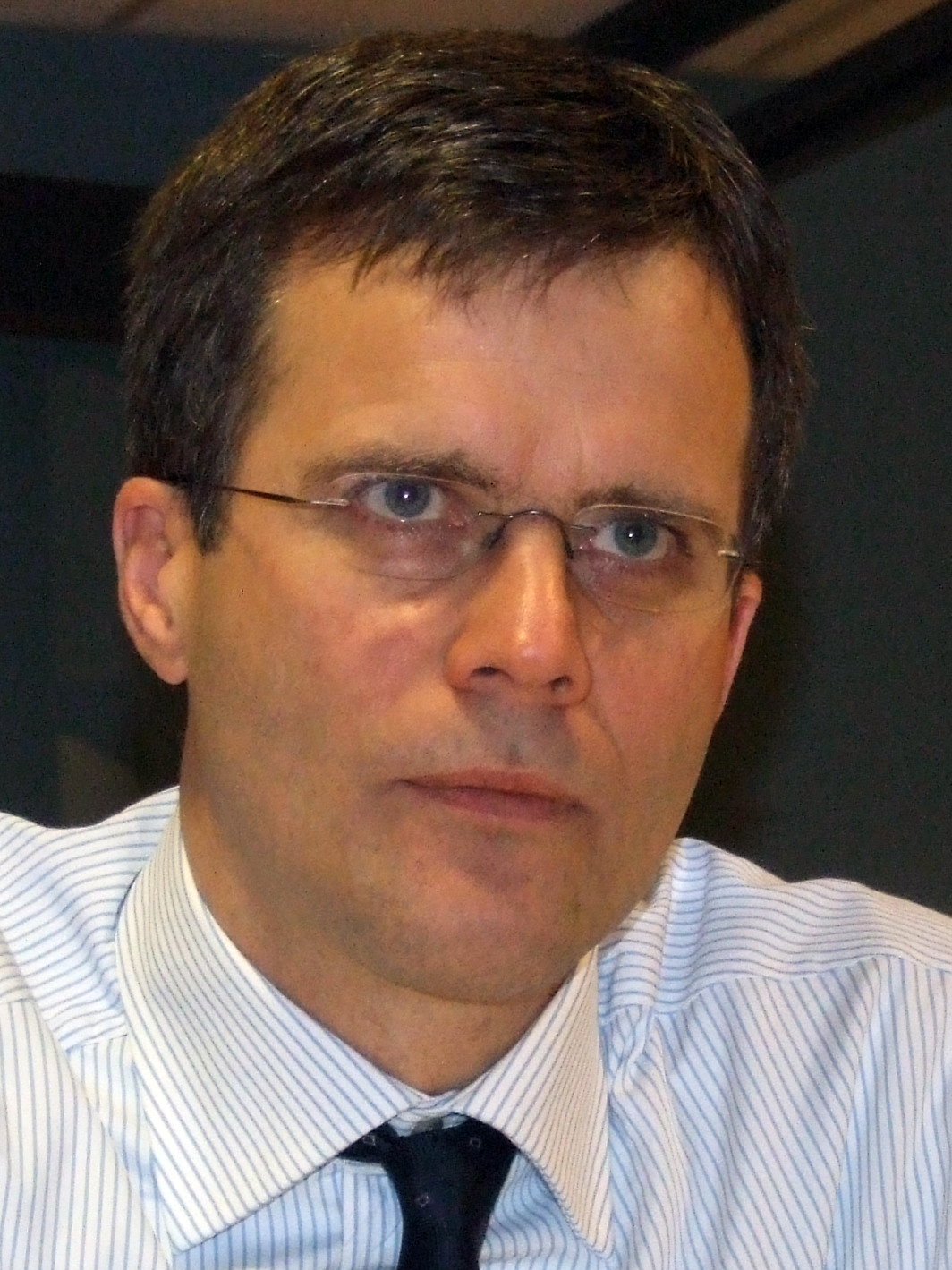
Helge Lund, 2006

Helge Lund (* 16. Oktober 1962) ist ein norwegischer Manager und seit Januar 2019  Vorsitzender des Board of Directors von BP.

## Werdegang
Lund besuchte in Bergen die Norwegische Handelshochschule (NHH) und besitzt zudem einen MBA des INSEAD in Frankreich. 
Zunächst arbeitete er als politischer Berater der Konservativen im norwegischen Parlament und war dann als Unternehmensberater bei McKinsey tätig, bevor er 1993 zu Hafslund Nycomed ging und dort 1997 bis 1998 den Posten als Geschäftsführer der Nycomed Pharma AS innehatte.
1999 wechselte er zur Aker ASA als stellvertretender Vorstandsvorsitzender und Chief Operating Officer, und wurde 2002 nach deren Zusammenschluss mit Kværner Vorstandsvorsitzender von Aker Kværner.
Lund wurde am 15. August 2004 Vorstandsvorsitzender von Statoil und gab am 18. Dezember 2006 die Fusion mit der Norsk Hydro bekannt. Das fusionierte Unternehmen hieß danach StatoilHydro ASA.
Seit dem 9. Februar 2015 bis zur Übernahme durch Royal Dutch Shell war Lund CEO der BG Group.
Seit 2018 ist er Vorsitzender des Aufsichtsrats im dänischen Pharmakonzerns Novo Nordisk.
Lund lebt mit seiner Frau und zwei Kindern in Bærum.